# ハンデキャップ競走
ハンデキャップ競走（ハンデキャップきょうそう）とは、競馬において、出走する競走馬にできるだけ均等に勝利できる機会を提供する目的で行われる競走（レース）のことをいう。ハンデキャップ戦、ハンデ戦、あるいは単にハンデあるいはハンディとも呼ぶ。

## 概要
競馬ではフリーハンデというレイティングが古くから設けられてきた。起源は中世ドイツとされているが（山野浩一による説）、イギリスでも近代競馬が始まって間もなくしてフリーハンデが採用された。
大別すると走破距離によるものと負担重量によるものの2種類に分けられる。
前者はおもに繋駕速歩競走で実施され、負担重量を定量としておいて、各出走馬の距離適性などを考慮して競走距離を調整する。日本の競馬では2012年現在速歩競走は行われていないため採用されていないが、日本国外で行われている速歩競走や、またオートレースでも一部採用されている（オートレースでのハンデキャップ競走についてはハンデレースを参照）。
後者については距離は一定としておいて、負担重量を過去の競走成績等に応じて増減させる。そもそも負担重量は性別、収得賞金、地方競馬のクラス混合戦ではクラスの違いなどで変化するが、競馬におけるハンデキャップ競走とは個々の出走馬について実績から負担重量を決定するレースだけを言う。
平地競走の場合、アメリカやオーストラリアなどではGIでもハンデキャップとなっており、日本の中央競馬でも、ハンデキャップ競走も格付対象である。ヨーロッパでは国際セリ名簿基準書のグループ制の格付はハンデキャップ競走には適用されていない。
障害競走の場合、ヨーロッパではグランドナショナルなどのように、現在も主要なレースがハンデキャップ競走として行われている。
ハンデキャッパーは、ハンデキャップ競走における負担重量の決定を行う役職である。適切なハンデキャップを設定するために、自身が主催する競走成績はもちろん、他主催者の競走馬が出走する場合はそれらの競走成績もチェックする必要がある。

## 世界のハンデキャップ競走

### ヨーロッパ

#### ハンデキャップ競走の歴史
1700年代の初頭、現在（2024年時点）でいうサラブレッドの3大始祖がイギリスに入り、種牡馬として供用された頃、急速に競走馬の質が向上し、スピードが増した。18世紀の中頃には入場料をとってファンを集める観賞用のスポーツとなる。この頃の競馬はその大部分がマッチレースであった。双方の馬主が負担重量等の条件を合意してレースは成立したが、しだいに重量に関する意見の不一致がもとで不成立が多くなり、その後自然の要求によって第三者であるハンデキャッパーが登場した。その様子を「ポンドルール」から引用すると「ハンデキャップマッチはA、B、Cが同額の金貨を帽子の中に入れる。ハンデキャッパーであるCが、AとBとのマッチの条件を作る。AとBは手を帽子に入れ、その手を引き出して交差させる。そして同時に手を開き、AとB双方が手に金貨を持っていれば、そのマッチは成立する。もっていないと不成立となる。この二つの場合はハンデキャッパーはすべての金貨を帽子から取り上げる。一人が金貨を持ち、他の一人が持たない場合は不成立となる。そして金貨を持った方は、帽子の中の供託金を自分のものとする権利を得るのである」この方法からレースは大幅に進歩し、一般レースにも応用された。大競馬場での最初のハンデキャップレースは、1785年、ニューマーケットのローリーマイルコースで一流馬14頭立てで行われた。1791年、アスコットのオートランドハンデキャップには4万人が集まり、100万ドルが賭けられたといわれている。1780年に創立された、ダービー200年の歴史とともに繁栄したイギリスの競馬は、現在でもその競走のほぼ50%が有名、無名のハンデ戦として施行されている。

#### 主なハンデキャップ競走
- グランドナショナル
- ヨーロピアンフリーハンデキャップ - 「フリーハンデ」の語源になった競走。
- イボアハンデキャップ
- ケンブリッジシャーハンデキャップ
- ロシア皇太子ハンデキャップ

### アメリカ合衆国

#### ハンデキャップ競走の歴史
アメリカでは、広い国土にいる競走馬を同一の基準で評価する必要から、実際には対戦していない馬でも比較ができるように、エクスペリメンタル・レイティング（試験的格付け）が実施されるようになった。

#### 主なハンデキャップ競走
- メトロポリタンハンデキャップ
- サバーバンハンデキャップ
- サンタアニタハンデキャップ

### オセアニア

#### ハンデキャップ競走の歴史
自国産の競走馬の能力を高めるためには、クラシック競走のように馬齢・定量に基づいた競走で競走馬の能力を平等な条件で比較して選別し、優れた馬を種牡馬にしていくという方法がとられる。しかし、オーストラリアやニュージランドではそうした方法はあまり根付かず、種牡馬はもっぱらイギリス本国からの輸入に頼っていた。そのかわりにクラシック競走で高い能力を発揮したものに重いハンデを課し、力の劣るものに軽いハンデを与えるという手法で、ギャンブルとしての面白みのあるハンデキャップ競走が好まれてきた。

#### 主なハンデキャップ競走
- メルボルンカップ
- コーフィールドカップ
- ドンカスターハンデキャップ
- ウェリントンカップ

## 日本のハンデキャップ競走
日本中央競馬会（JRA）でのハンデキャッパーの役職名称は「競走部公正室ハンデキャップ役」である。中央競馬のハンデキャッパーは、ハンデキャップの設定以外にも下記のような仕事がある。
- JPNサラブレッドランキング（レイティング）の設定
  - この結果は、毎年の国際ハンデキャッパー会議（JRAは上席ハンデキャッパーが出席）によってワールド・ベスト・レースホース・ランキングに反映される。
- ワールドスーパージョッキーズシリーズ→ワールドオールスタージョッキーズにおける出走馬のランク付け
- NARグランプリ選考委員

### 平地競走

#### 中央競馬
中央競馬の平地競走では古馬2勝クラス（旧1000万下）以上のクラスにあり、年間約200競走が行われる。うち重賞は27競走だがGIはなく（日本国外にはハンデ戦のGIがある）、ほとんどが芝でダートは2競走しかない（マーチステークス、シリウスステークス）。牝馬限定のハンデ戦は重賞4競走のみである（小倉牝馬ステークス、中山牝馬ステークス、府中牝馬ステークス、ターコイズステークス）。また例外として世代（3歳）限定のハンデ戦は、重賞のラジオNIKKEI賞のみである。
すべて特別競走として行なわれ、レース前週の日曜に特別登録が必要である。登録馬を見てハンデキャッパーが負担重量を決める。一般的に、一番大きい負担重量の馬（トップハンデ馬）を最初に決め、そこから順次出走登録各馬の負担重量を決めていく。これが月曜に発表され、調教師は各馬の負担重量を見てから木曜の最終登録（出馬投票）に臨む。この際、負担重量の重い馬（馬齢重量との差分）上位3頭に対して優先出走（同斤量で複数頭が並んだ場合は抽選で3頭）となる（日本中央競馬会競馬番組一般事項Vの2の(2)のホ「ハンデキャップ競走への優先出走について」より）。

ハンデキャップ戦による最低重量はオープン戦の場合は49キログラム、それ以外は50キログラムとなる。そこから0.5キログラム単位で調整される。重い場合には上限がないが、実際には63キログラム以上が課されることは滅多にない。
GI級競走の実績がある馬がハンデキャップ競走に出走すると、大体は58キログラムから60キログラム台のハンデを背負わされることになる。最近はどの陣営も重いハンデを背負わされることを嫌っているため、GI級競走で実績のある馬をハンデ戦に出走させることはほとんどない。ただしGI級競走で勝ち負けしたがその後の成績が芳しくなく、ハンデがさほど重くならないと判断される場合は、相手関係などを見てハンデ戦に出走させることもある。
その反面、かつて中央競馬で行われていたアングロアラブ系競走においては、有力馬が出走した場合60キログラム以上のハンデを背負う機会もしばしば見られた。一例を挙げると、1980年代後半に活躍したアキヒロホマレは、1989年11月11日に福島競馬場で行われたアラブ王冠（芝1800メートル）に出走した際には70キログラムのハンデで出走し、勝利している。しかしながら、アングロアラブ系の競走では同馬はこのままでは殆どの競走で60キログラム以上を背負わされることもあり、翌1990年以降はサラブレッド系の競走に活路を求めたことで、同年1月5日の金杯（西）（京都競馬場）に出走した際は51キログラム、さらに同年3月18日の中京記念に出走した際は1キログラム減の50キログラムでの出走となり、以降引退するまで同斤量での出走となった。
現在、過去1年以上出走していない馬は出走資格がない。

#### 地方競馬
2006年12月6日にクイーン賞（船橋競馬場）がダートグレード競走として初のハンデキャップ競走として行われ、2007年には兵庫ゴールドトロフィー（園田競馬場）とサマーチャンピオン（佐賀競馬場）が追加された。加えて2017年にはかきつばた記念（名古屋競馬場）もハンデ戦となった。2024年のダートグレード競走の改革により、かきつばた記念が2016年以来のグレード別定戦に戻される一方で、名古屋大賞典がグレード別定戦からハンデ戦に変更される。
中央競馬と異なり、地方競馬では南関東競馬を除いてハンデ戦はほとんど行われていない。アラブ時代の兵庫県競馬はハンデ戦がたくさん行われていたが、今ではほとんど行われておらず、ハンデ戦がほとんど行われなくなった理由として、1990年代以前と比較して騎手の人数が大幅に減り、低斤量で乗れる騎手も減ったことが挙げられる。
岩手県競馬組合では2009年度から、騎乗する騎手の前開催時点のリーディング順位に応じて負担重量を決定する「騎手ハンデ競走」を実施していた（原則1開催1競走。最大57キログラム、最低51キログラムだが減量騎手はその軽減分も加わる）が、「騎手数の減少等により、競走の施行に影響を及ぼす場合がある」として 2014年6月をもって休止されている。

### 障害競走
以前は障害競走でも重賞でハンデキャップ競走が実施されていたが、2009年以降はすべて別定戦へ変更されている。

障害重賞のグレード制導入以前は、東京障害特別と阪神障害ステークスが該当。1999年のグレード制導入以降は重賞10競走のうち京都ジャンプステークス、小倉サマージャンプ（現：小倉ジャンプステークス）、新潟ジャンプステークス、東京オータムジャンプ（現：東京ジャンプステークス）がハンデキャップ競走として行われていた。

### ハンデキャップの作成
ハンデキャップの作成は、各馬が平常負担している重量を基礎に過去の成績を参考として、強い馬に加増し、弱い馬には減量する。近年平地競走では軽量、スピード優先の考えからクラシック級や種牡馬候補の馬でも比較的軽い重量で走れるレースが増えたため、重い重量は嫌われる傾向にある。特にここ数年、60kgを超した重量を背負い、かつ良い成績を残すサラブレッドは稀にしか見られなくなっている。そのため重量を増やすと出走を回避することにもつながる。また、軽い重量は騎手の体重の関係もあり、48kgをほぼ下限としている。
過去の競走成績と着順と着差は、ハンデ作成に当たって最も有力な資料となる。タイムと着差は各馬のスタートからゴールまでの所要タイムとゴールにおける先着馬との着差を馬身、ハナ、クビ等の長さで表示したものである。1馬身はおよそ1秒の1/5で、2馬身は1秒の3/10、6馬身は1秒に等しい。また1キロ重くなると1600〜2000メートルの中距離で約1馬身遅くなり、短距離では半馬身、長距離では約2馬身の差があるとされる。たとえば「AとBが55kgで1600メートルのマッチレースを争い、双方全力を出しきった結果、AがBに1馬身1/2差をつけて勝った。この次の対戦で、AはBより57kgとBは55kgで同距離を走れば、BはAに1/2馬身先着するであろう」というのが机上の単純な計算である。しかし1競走の成績が、そのまま能力判定の決定的資料にはならない。成績に現れる着順は、各馬の調教状態、コース、距離の適否、馬場状態、レース展開、他馬の妨害、騎乗の巧拙等によって相違するためである。ハンデキャッパーはそれらを適切に判断し、あらかじめ発表されたコース、距離のハンデキャップレースに申し込みのあった負担重量を決定する。

### 主要なハンデキャップ競走
中央競馬のパターンレースおよびダートグレード競走を掲載。格付けは2025年現在のもの。
GII
- 日経新春杯（京都競馬場）
- 目黒記念（東京競馬場）
- アルゼンチン共和国杯（東京競馬場）

GIII
- 中山金杯（中山競馬場）
- 京都金杯（京都競馬場）
- 小倉牝馬ステークス（小倉競馬場）
- シルクロードステークス（京都競馬場）
- ダイヤモンドステークス（東京競馬場）
- 小倉大賞典 （小倉競馬場）
- 中山牝馬ステークス（中山競馬場）
- マーチステークス（中山競馬場）
- ダービー卿チャレンジトロフィー（中山競馬場）
- 新潟大賞典（新潟競馬場）
- 府中牝馬ステークス（東京競馬場）
- ラジオNIKKEI賞（福島競馬場）- 3歳限定戦で唯一のハンデキャップ競走
- 函館記念（函館競馬場）
- 北九州記念（小倉競馬場）
- 七夕賞（福島競馬場）
- 小倉記念（小倉競馬場）
- 関屋記念（新潟競馬場）
- CBC賞（中京競馬場）
- 京成杯オータムハンデキャップ（中山競馬場）
- チャレンジカップ（阪神競馬場）
- シリウスステークス（阪神競馬場）
- 福島記念（福島競馬場）
- 中日新聞杯（中京競馬場）
- ターコイズステークス（中山競馬場）[11]

JpnIII
- クイーン賞（船橋競馬場）
- サマーチャンピオン（佐賀競馬場）
- 兵庫ゴールドトロフィー（園田競馬場）
- 名古屋大賞典（名古屋競馬場）